# Битва під Каневом (1662)
Битва під Каневом — битва козацького війська на чолі з гетьманом Юрієм Хмельницьким супроти козацько-московської армії наказного гетьмана Лівобережжя Я. Сомка. Відбулася 10 (26) липня 1662 поблизу міста Канів та завершилися перемогою лівобережного війська. Армія Хмельницького була змушена відступити на правий берег Дніпра.

## Передумови
У 1662 р. Хмельницький разом з польськими та татарськими загонами здійснили невдалий похід на Лівобережжя проти Якима Сомка.
Юрій Хмельницький прагнув випередити московські війська та лівобічних гетьманців і у травні 1662 р. почав форсувати Дніпро. Він розвинув наступ, сягнувши до Ромен. Армія правобережного гетьмана включала також невеликі польські війська, частини німецьких найманців та кримських татар.
Розгорнулися бої за Кременчук, Переяслав. Загони правобережних гетьманців і союзні їм татари зайшли досить далеко на схід, беручи здобич.
Обложивши Сомка у Переяславі, Хмельницький відступив, дізнавшись про наближення військ Ромодановського.

## Битва
На дніпровій переправі біля Канева 26 червня 1662 р. відбулася битва, в якій Юрій Хмельницький зазнав тяжкої поразки, а його військо було притиснуте до Дніпра. Сам гетьман з групою старшин зумів переправитися човнами на правий бік, покидавши всі речі, але основна частина його армії або втопилася у дніпрових водах, або була знищена під час переправи. Легка перемога надихнула Сомка на активні наступальні дії. Він разом з московськими частинами переправився на правий бік Дніпра, щоб узяти курс на Чигирин.
Тим часом Ромодановський послав навздогін за Хмельницьким стольника Приклонського з військом, яке взяло Черкаси і пішло на Бужин і Чигирин.

## Подальші події
Перебуваючи в стані ейфорії, і бажаючи добити суперника, Ромодановський на початку серпня вислав на Правобережну Україну разом з козаками частини під проводом М. Приклонського, які узяли та перетворили на попелище Костянтинівку, Балаклію, Смілу та Орловець.
Однак, спільна козацько-татарська армія Хмельницького та Мехмеда IV завдала поразки війську Сомка і Ромодановського у битві під Бужином.